# Léonard Gianadda

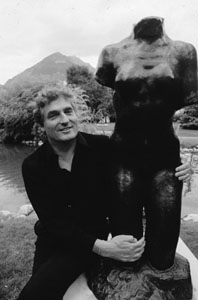
Léonard Gianadda, Foto von Erling Mandelmann, 1984

Léonard Gianadda (* 23. August 1935 in Martigny, Kanton Wallis; † 3. Dezember 2023 ebenda) war ein Schweizer Journalist, Bauingenieur, Immobilienentwickler, Kunstsammler und Mäzen.

## Leben
Léonard Gianadda war der Sohn des aus Italien stammenden, in Martigny geborenen Architekten und Bauunternehmers Robert Gianadda (1906–1972) und seiner Walliser Ehefrau Liliane Darbellay (1912–1973). Er war heimatberechtigt in Martigny und Salvan. Seine Geschwister waren Jean-Claude (1933–1993), Pierre (1938–1976) und Madeleine (1944–1995). 1961 heiratete er Annette Pavid (1932–2011), Tochter des Edouard Pavid und der Berthe geb. Emery (1900–1983), aus Yverdon. Léonard Gianadda hatte zwei Söhne.
Gianadda besuchte von 1946 bis 1955 die Mittelschule im Lyzeum der Abtei Saint-Maurice und unternahm mit seiner Familie und später selbständig und mit Verwandten und Geschäftsfreunden ausgedehnte Reisen in mehrere Länder Europas und später in andere Kontinente. Aus einigen Ländern berichtete er als Fotoreporter. Seine Tätigkeit als Journalist begann er als Korrespondent für die Walliser Zeitung Le Confédéré. 1953 organisierte er in Martigny erstmals eine Kunstausstellung.
1955 begann Léonard Gianadda das Studium an der École polytechnique fédérale de Lausanne, wo er 1960 das Ingenieurdiplom erhielt. Während des Hochschulstudiums arbeitete er teilzeitlich als Grabungsleiter beim archäologischen Dienst des Kantons Waadt und als Reporter für TSR und für die Zeitschrift L’illustré. Daneben widmete er sich einer Sportlerkarriere als Leichtathlet.
1960 gründete er zusammen mit Umberto Guglielmetti ein Ingenieur- und Architekturbüro in Martigny. Die Firma plante in der Anfangszeit des Baubooms im Kanton Wallis zahlreiche Wohnüberbauungen in Martigny und andern Gemeinden sowie Ingenieurbauwerke in verschiedenen Kantonen und entwickelte sich zu einer bedeutenden Immobilienunternehmung in der Region Martigny. Sie entwarf unter anderem die um 1988 eröffnete doppelte Brücke der Autobahn 9 über die Rhone bei Riddes und die zweite, 1994 eröffnete Gueurozbrücke.

## Mäzenatentum
Mit seinem bei diesen Tätigkeiten erworbenen grossen Privatvermögen war Léonard Gianadda als Sponsor und Mäzen in der Schweiz und im Ausland aktiv. Er unterstützte mehrere Museen in Frankreich beim Ankauf von Kunstwerken. Als Mitglied in Leitungsgremien war er in Kulturorganisationen wie der Hans Erni-Stiftung in Luzern, der Stiftung des Béjart-Ballets in Lausanne, des Centre Egon Schiele in Český Krumlov, des Musée d’Orsay, des Musée Rodin sowie der Société des Amis de la Bibliothèque d’art et d’archéologie in Paris, der Phillips Collection in Washington, D.C., und des Musée Toulouse-Lautrec in Albi aktiv.
Er stiftete in Martigny mehrere Objekte als Kunst im öffentlichen Raum, besonders 17 monumentale Werke für die seit 1994 neu gebauten Verkehrskreisel, und die Glasgemälde für die protestantische Kapelle von Martigny und die katholische Kapelle in La Bâtiaz (Martigny). Zudem plante er den Bau des neuen Bernhardinermuseums in Martigny.
2002 stellte Léonard Gianadda dem Verein Association Les Acacias ein Mehrfamilienhaus zur Verfügung, um Wohnraum für Alzheimer-Patienten einzurichten. 2009 gründete er zusammen mit seiner Ehefrau die Fondation Annette & Léonard Gianadda, die das soziale Werk des Ehepaars weiterführt und eine Einrichtung für wirtschaftlich benachteiligte Personen in Martigny führt. 2015 gewährte Gianadda mehreren syrischen Flüchtlingen Unterkunft in seinen Liegenschaften.

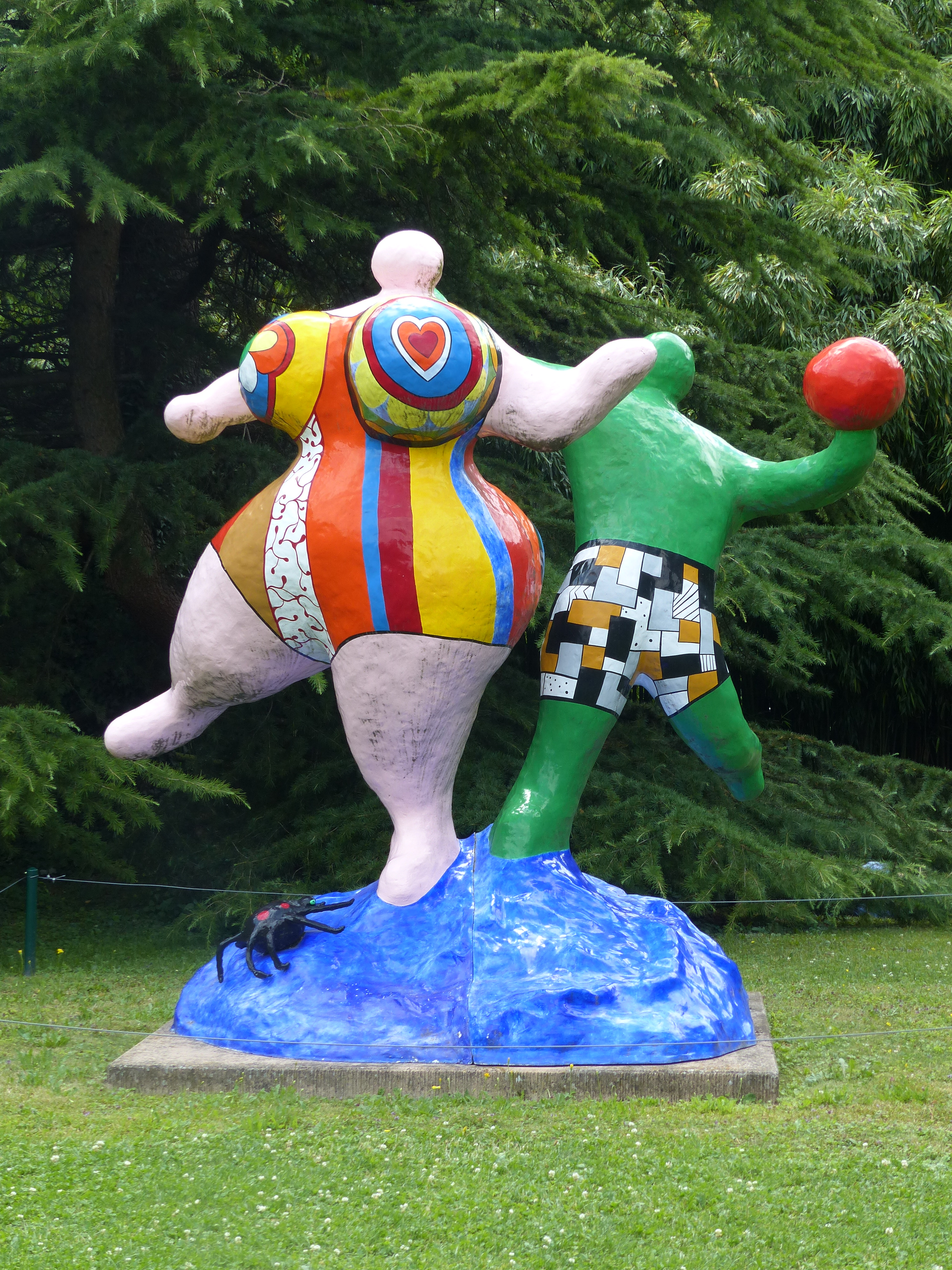
Ein Werk von Niki de Saint Phalle im Skulpturengarten der Gianadda-Stiftung (Foto: 2017)

2018 wurde bei ihm Knochenkrebs diagnostiziert, an dessen Folgen er im Dezember 2023 im Alter von 88 Jahren in Martigny starb.

## Gianadda-Stiftung
Die bedeutendste Leistung Léonard Gianaddas als Mäzen ist die Gründung der in mehreren Sparten aktiven Gianadda-Stiftung in Martigny. Als bei der Erschliessung eines Grundstücks am Stadtrand von Martigny, im Gebiet der antiken Stadt Octodurus, die Fundamente eines dem römischen Gott Merkur geweihten Tempels zum Vorschein kamen, brach Léonard Gianadda die Bauarbeiten ab. Nach der archäologischen Untersuchung des Fundorts durch den Kanton liess er die Anlage konservieren und darüber eine grosse Ausstellungshalle errichten. Für den Betrieb der Einrichtung gründete Gianadda 1977 die Kulturstiftung Fondation Pierre Gianadda und schenkte dieser Organisation das Grundstück mit der Tempelruine samt den dazugehörenden und noch geplanten Bauwerken sowie später weitere Immobilien. Die Stiftung erhielt den Namen nach seinem jüngeren, im Jahr 1976 bei einem Flugzeugabsturz ums Leben gekommenen Bruder Pierre Gianadda. Sie veranstaltet in ihrem repräsentativen Saalbau Ausstellungen mit Werken internationaler Künstler sowie Konzerte. Im Skulpturenpark neben der Ausstellungshalle betreut die Stiftung eine von Léonard Gianadda gebildete Sammlung hochkarätiger Werke internationaler Bildhauer.

## Ehrungen (Auswahl)
- Mitglied der französischen Académie des Beaux-Arts (2003)
- Grossoffizier des Ordre national du Mérite (2017)
- Komtur der Ehrenlegion (2011)
- Komtur des Ordre des Arts et des Lettres
- Komtur, Verdienstorden der Italienischen Republik (1990)
- Prix Piemontesi nel Mondo (1990)
- Ehrenbürger von Etroubles, Aostatal (2005)

## Schriften
- Léonard Gianadda, Umberto Guglielmetti: Étude photoélastique du comportement d’une poutre triangulée, réalisée en béton précontraint. In: Bulletin technique de la Suisse romande, 91, 1965, S. 33–38.
- Léonard Gianadda, Umberto Guglielmetti: Le pont du Troulero sur la route Châtelard-Finhaut (Valais). In: Bulletin technique de la Suisse romande, 95, 1969, S. 42–47.

## Bibliografie
- Yves Fournier: Léonard Gianadda. In: Historisches Lexikon der Schweiz.  2024.
- Alexis Jakubowicz: Léonard Gianadda, l’aventurier de l’art perdu. In: Vanity Fair, 27, 2015, S. 74–76.
- Daniel Marchesseau: Léonard Gianadda, la Sculpture et la Fondation. 2008.